# Курах
Курах (лезгінською Кьурагь дере — «посушлива долина») — село, адміністративний центр Курахського району Дагестану.
Розташоване коло гір Кетин-Кили та Ціару-даг.

## Історія
За даними більшості версій, біженці з розореного міста Гияр-шехер заснували неподалік фортеці сім невеличких аулів: Хуквазар, Ціийи-хур, Сернегьар, Юрхвал, Чватар-кам, Хикен-хур та Чуру-хур. Через близьке розташування один від другого аули з часом об'єднались утворивши Курах.
Перша згадка про Курах з'являється в записах арабського історика Мухаммеда Рафі. Він говорить, що в середині 13ст. Курах був під владою кумикських племен, і щороку платив данину шахмалі в розмірі ста коней і ста кобил. В 1510—1512 роках село піддалось набігу ширваншаха Ібрагіма. В 1812 році російські війська генерала Кутунцева захоплюють село, і генерал вирішує утворити Кюрінське ханство з резиденцією в Курасі.
| Росія | Це незавершена стаття з географії Росії. Ви можете допомогти проєкту, виправивши або дописавши її. |